# 佐藤弘和
佐藤 弘和（さとう ひろかず、Hirokazu Sato、1966年1月24日 - 2016年12月22日）は、日本の作曲家、編曲家、クラシックギタリスト。左利き。ギターを演奏する際は左利き用の楽器を使用。青森県弘前市出身。

## 概要
14歳の頃よりギターを始め、ほぼ同時期に作曲も独学で始める。 弘前大学教育学部音楽科卒業。ピアノを北岡敦子、波多江啓子、工藤勝衛に 師事。作曲を島一夫に師事。大学入学後初めて本格的なクラシック・ギターを入手。卒業後、ギターを渡辺範彦、永島志基に師事 。ソロ演奏や他楽器とのアンサンブルの他、東京ギターカルテット、青山忠マンドリンアンサンブルのメンバーとしても活動していた。洗足学園音楽大学クラシックギターコースにおいて講師を務めていた。主な曲集として『秋のソナチネ』、『季節をめぐる12の歌』、『ギター四重奏のための20歳の頃』、『ギター二重奏のためのフォーレ：組曲〈ドリー〉』、『昔の歌～ギターのための22章』、『ギターソロのためのクラシカル・クリスマス～21のクリスマスの歌』、『カルカッシ/原典版ギターのための25のエチュードOp.60』、『風の間奏曲～48のやさしい小品集』、『佐藤弘和作品集・青空の向こうに』、『音楽のエッセイ～ギターソロのための24の小品集』などを現代ギター社より出版。主なCDに『佐藤弘和ギター作品集Ⅰ～秋のソナチネ～素朴な歌』『佐藤弘和ギター作品集Ⅱ～季節をめぐる12の歌』など。『素朴な歌』をはじめとする佐藤弘和作品が、小川和隆、福田進一、原善伸など多くのギタリストに録音、演奏される。また、村治佳織のCD作品用編曲を多く手掛ける。2009年5月より自作品の回顧シリーズ『佐藤弘和ギター作品展』を通算6回開催。最後の作品展が2016年12月15日に国分寺市立いずみホールで行なわれたが、1週間後の12月22日に逝去。ギター曲作曲の際は「弾き易くわかり易くメロディックであること」を基本的な理念としていた。享年50歳。

## 主な来歴
1966年1月24日
青森県弘前市にて生まれる。
1980年
この頃よりギターを始め、ほぼ同時期に作曲も独学で始める。
1984年
弘前大学教育学部音楽科に入学。ピアノを北岡敦子、波多江啓子、工藤勝衛に師事。作曲を島一夫に師事。
1988年
同校卒業。上京後、ギターを渡辺範彦に師事。
1990年
第21回ギター新人賞選考演奏会（現クラシカルギターコンクール）で第2位入賞。
PTNAヤングピアニスト・コンペティションで「ピアノのためのロンド」を作曲、F級課題曲に採用。
ピアノデュオ作品による第1回国際作曲コンクールにて、「F.タレガのラグリマによる変奏曲」を作曲、B部門入賞。
この頃よりギターを永島志基に師事。
1991年
カンマーザールin立川にてデビューリサイタル。
この頃からギター作曲・編曲作品を現代ギター誌上に数多く発表し始める。
1995年6月
ギター四重奏団、「東京ギターカルテット」のメンバーとして演奏活動を開始する。
1996年
作曲集、『佐藤弘和ギター作品集～秋のソナチネ』を現代ギター社から出版。
1998年
「東京ギターカルテット」としてCD作品『青の風景』をフォンテックからリリース。
2000年
CD作品として、『佐藤弘和ギター作品集Ⅰ～秋のソナチネ～素朴な歌』を現代ギター社からリリース。
2002年
作曲集、『佐藤弘和ギター作品集2～季節をめぐる12の歌』を現代ギター社から出版。
CD作品として、『佐藤弘和ギター作品集Ⅱ～季節をめぐる12の歌』を現代ギター社からリリース。
2012年
編曲作品、『昔の歌～ギターのための22章』を現代ギター社から出版。
2013年
食道癌に罹患。
編曲作品、『ギターソロのためのクラシカル・クリスマス～21のクリスマスの歌』を現代ギター社から出版。
2014年
校訂版、『カルカッシ/原典版ギターのための25のエチュードOp.60』を現代ギター社から出版。
2016年
編曲作品、『風の間奏曲～48のやさしい小品集』を現代ギター社から出版。
作曲および編曲作品、『佐藤弘和作品集～青空の向こうに』を現代ギター社から出版。
夏頃より闘病中に自身の作曲のリハビリとして、連日のように1頁の小品を書き綴った。その時入院していた病院名にちなんでそれらの作品群を自身で「順天堂ピース」と呼んだ。
2016年12月22日
自宅にて逝去。
2017年3月7日
「順天堂ピース」17曲を含む29曲が原善伸、鈴木大介、大萩康司の演奏で、CD作品、『鳥が飛ぶ ー佐藤弘和作品集ー』としてALM RECORDSよりリリース。
2017年3月17日
作曲集、『音楽のエッセイ～ギターソロのための24の小品集』が現代ギター社から出版。

## 人物

### 学生時代
- 14歳の頃、中学の友人の影響でギターを始めようと思い、左利き用のフォークギターを購入。カルッリのエチュード集や弾けそうな楽譜を買って独学で練習した[1]。

- ギター購入とほぼ同時に作曲を始める。断片的なフレーズを音楽ノートに書くようになる。初めは拍子やリズムがよくわからず、弾いて作ったものをどのように楽譜に書けばよいのか試行錯誤の連続であった[1]。

- 小学生の時は漫画を描いたり小説を書いたり、もともと何かを創作するのが好きだったので、ギターを始めたら、当然のようにギターのための曲を作り始めた[1]。

- 高校の時にピアノを習い始めたが、その時も同時にピアノ曲を作っていた[1]。

- 大学ではピアノと作曲を学び、卒業後上京しクラシックギターを渡辺範彦、永島志基に師事[2]。

#### ギタリスト・作曲家・編曲家として
- クラシックギターを指導していた永島志基は、「2～3回教えているうちに作曲はする、ピアノも嗜むといったように、音楽家としての基礎力が先生よりも上で、とても私の手に負えるような弟子ではありませんでした」と述べている[2]。

- 永島志基の作曲の第一歩である『チングルマの詩』も立山からの帰りの富山電鉄の中で「作曲ってどうやるの？」と佐藤弘和に尋ねた際、「志基さんも出来ますよ！」と手取り足取り教えてくれたのがきっかけだったという[2]。

- 永島志基に『チングルマの詩』の作曲をアドバイスした方法は、和声や対位法などの作曲理論を教えることではなく、「志基さんのチングルマのイメージを絞りましょう！」「季節は？」「天候は？」といったイメージのやり取りの作曲法であった[2]。

- 東京ギターカルテットのメンバーである毛塚功一に「ギター演奏家と作曲家と、どちらに重きをおいて活動していくべきか……」と真剣に語っていたことがあった[10]。

- コンサートで「自身の最も好きな曲は？」という聴衆からの質問に「『素朴な歌』です」と述べた[10]。

- 『素朴な歌』以外に自身の曲で好きな作品は、ソロでは『ソナチネ第1番』、『ベイビーズソング』、妻のために作った『約束』、二重奏では『風がはこんだ4つの歌』、マンドリンとギターの作品では『フランス風組曲』[11]。

- ピアノを弾いていた頃は「子供のための小品集」の類を弾くのが好きだった。ピアノを始めたのが遅かったので、技術的にはやさしいが音楽的には魅力的なものをピアノ曲として弾くことが多かった。それが自身の作曲に影響を及ぼしている[1]。

- ギター曲を作曲するときに心がけていることは、まず弾きやすいこと、メロディーがはっきりしていてわかりやすいこと、感覚重視。パッと閃いたアイディアを大事にし、技術的にも音楽的にも背伸びをしないことを意識している[11]。

- 作品は人との出会いによって作られたり、また知人に献呈した作品が目立つがという質問に、「人間関係の中で曲はできると思います。プレゼントするのと同じように、作ってあげるというような気持ちが動機として必要ですね。曲の内容は必ずしも人間を材料にするわけではなく、自然であったり、雰囲気であったりですが」と答えている[12]。

- 好きな作曲家は、作品の傾向や作風が好みで、モーリス・ラヴェル、フェデリコ・モンポウ、ロベルト・シューマン。ギターの作曲家では、フェルナンド・ソル、フランシスコ・タレガ、エイトル・ヴィラ＝ロボス、アンドリュー・ヨーク[11]。

- 自筆譜を書く際はほとんど訂正することなく書き上げる。楽譜の校正の際もミリ単位で指定し、曲に対する書き込みも多く、運指も細かく付けている[13]。

- メキシコのクラシックギタリスト、フアン・カルロス・ラグーナ（Juan Carlos Laguna）の依頼で2009年『マルティーナ』、2015年に『マテオ』を作曲し献呈している。2016年10月、武満徹の追悼コンサートに参加するために来日していたフアン・カルロス・ラグーナは「静岡のコンサートで『マルティーナ』と『マテオ』を弾くから来てくれないか」と佐藤弘和にメールしたが「重い病気に罹ったので行けない」との返事であった。佐藤弘和はビデオで演奏を聴いて返事を送っている[14]。

- 2016年12月15日に国分寺市立いずみホールで行なわれた「佐藤弘和ギター作品展 Vol.6」では、佐藤弘和自身も独奏を行うつもりでいたが、体力的な問題で断念せざるを得ず、代役を原善伸が務めた。佐藤弘和はリクライニング式車椅子をベッドのように倒したままの状態で会場に駆け付け、ステージの上手袖で演奏会の指示をした[15]。

## 作品

### 独奏曲譜集（出版年）
- 秋のソナチネ（1996年） 現代ギター社
- 季節をめぐる12の歌（2002年） 現代ギター社
- ベイビーズソング 第1集（2005年） ホマドリーム
- ベイビーズソング 第2集（2007年） ホマドリーム
- ベイビーズソング 第3集（2008年） ホマドリーム
- 12のシンプルエチュード（2009年） ホマドリーム
- 12のシンプルソング（2009年） ホマドリーム
- 独奏・二重奏・合奏～楽しいギター曲集～作曲・編曲作品集（作曲者 石田忠、佐藤弘和、染谷正雄、長谷部二郎/編曲者 大山幹生、深代朋子）（2013年） はせべ企画出版
- 風の間奏曲～48のやさしい小品集（2016年） 現代ギター社
- 佐藤弘和作品集・青空の向こうに（2016年） 現代ギター社
- 音楽のエッセイ～ギターソロのための24の小品集（2017年） 現代ギター社
- 12のシンプル・エチュード/12のシンプル・ソング（2017年） 現代ギター社
- 佐藤弘和初期ギター作品集「素朴な歌/3つのソナチネ」（2021年）現代ギター社
- ギターソロのための20のベイビーズ・ソングス（2022年）現代ギター社

### 二重奏曲譜集（作曲年/出版年）
- ギター二重奏のための「花曲～二人の友情のために」（1997年/2005年） ホマドリーム
- 佐藤弘和ギター二重奏作品集「風の運んだ4つの歌～二重奏の楽しみ」（2018年出版） 現代ギター社

### ギター重奏曲譜集・合奏曲譜集（作曲年/出版年）
- 20歳の頃（1991年/1997年） 現代ギター社
- 「森の中へ青い花を探しに」ギター三重奏／ギター合奏（2005年）ホマドリーム
- ギター練習曲集「リズムで遊ぼう！」第１巻（No.1～No.3）ギター三重奏／ギター合奏（2005年/2013年） ミュージック・ベルズ
- ギター練習曲集「リズムで遊ぼう！」第２巻（No.4～No.6）ギター三重奏／ギター合奏（2006年/2013年） ミュージック・ベルズ
- ギター練習曲集「リズムで遊ぼう！」第３巻（No.7～No.9）ギター三重奏／ギター合奏（2008年/2013年） ミュージック・ベルズ
- ギター練習曲集「リズムで遊ぼう！」第４巻（No.10～No.12）ギター三重奏／ギター合奏（2008年/2013年） ミュージック・ベルズ
- 「光の街」～In my hometown～（2008年/2009年） ホマドリーム
- 「夏野原」ギター三重奏／ギター合奏（2013年/2014年） ミュージック・ベルズ

### ギター室内楽曲譜集（作曲年/出版年）
- フランス風組曲 マンドリン・ギター（1991年/2005年） ホマドリーム
- ソナチネ第1番ト長調 マンドリンアンサンブル（2000年/2013年） ミュージック・ベルズ
- 音楽の花束～マンドリンとギターのための曲集～ マンドリン・ギター（2017年出版） 現代ギター社

### 編曲譜集（出版年）
- ギターソロコレクション・クラシック名曲集・バロック編・タブ譜付（編曲者 永島志基、 佐藤弘和）（1994年） シンコー・ミュージック
- ギターソロコレクション・日本の詩情・タブ譜付（編曲者 永島志基、 佐藤弘和）（1994年） シンコー・ミュージック
- ギターのためのブライダル・ソング集 1（編曲者 江部賢一、佐藤弘和、竹内永和、柴田杏里）（1995年） 現代ギター社
- ギター二重奏のためのフォーレ：組曲〈ドリー〉（1996年） 現代ギター社
- ギターソロコレクション・クラシック名曲集・タブ譜付（編曲者 永島志基、 佐藤弘和）（1998年） シンコー・ミュージック
- ギターで弾く日本のうた～心にのこる日本の歌101選その4（編曲者 佐藤弘和、毛塚功一、永島志基、飯泉昌宏、蓮見昭夫）（2008年） 現代ギター社
- 村治佳織ギターソロ・コレクションVol.2（佐藤弘和編曲作品収録）（2010年） 現代ギター社
- ジュリオ・カッチーニ「アヴェ・マリア」～ギターソロ（2011年） ミュージック・ベルズ
- エリック・サティ「ジムノペディ」第１番・第２番・第３番～ギターソロ（2011年） ミュージック・ベルズ
- 昔の歌～ギターのための22章（2012年） 現代ギター社
- やさしいギターアンサンブル第4集 世界のおどり[1] CDパート譜付 日本ギター合奏連盟・編（2013年） 現代ギター社
- ヨハン・ゼバスティアン・バッハ「平均律のプレリュード第１番」～ギターソロ（2013年） ミュージック・ベルズ
- ヨハン・ゼバスティアン・バッハ「主よ、人の望みの喜びよ」～ギターソロ（2013年） ミュージック・ベルズ
- ギターソロのためのクラシカル・クリスマス～21のクリスマスの歌（2013年） 現代ギター社
- やさしいギターアンサンブル第5集 クラシック音楽[1] CDパート譜付 日本ギター合奏連盟・編（2014年） 現代ギター社
- 演奏会用実用版 バルトーク ギターソロのためのルーマニア民俗舞曲（2015年） 現代ギター社
- やさしいギターアンサンブル第6集 日本のうた[2] CDパート譜付 日本ギター合奏連盟・編（2015年） 現代ギター社
- やさしいギターアンサンブル第7集 クリスマス音楽 CDパート譜付 日本ギター合奏連盟・編（2017年） 現代ギター社
- 朴 葵姫 校訂・運指 ギターソロコレクション 佐藤弘和作品集（2021年）現代ギター社
- 村治佳織ギターソロ・コレクション Vol.3~デビュー 30 周年記念愛奏曲集~（2023年）現代ギター社

### 校訂譜（出版年）
- カルカッシ/原典版ギターのための25のエチュードOp.60/6つのカプリス Op.26（2014年） 現代ギター社

### 順天堂ピース
2016年夏、佐藤弘和は闘病中に自分のための曲作りのリハビリとして、毎日のように1頁の小品を書き続けていた。その時入院していた病院名にちなみ、それらの作品を自身で「順天堂ピース」と呼んだ。そして1曲書き上げる度にFacebook上に発表していった。それを見た人たちが次々と演奏動画を投稿しており、作品が発表され始めてから1週間たった頃、第7曲（スケルツォ）を原善伸も気楽なつもりで演奏し動画を投稿した。それに対して佐藤から原に、「凄く嬉しいです。ありがとうございました。だけど、出来れば繰り返しをしてくれたらもっと嬉しい」と返答があった。返事を読んだ原は、作曲家が付けた記号を意味なく省略したことにとても申し訳なさを感じ、「じゃあ本気でやってみよう」と思い、次の日から佐藤が発表していくものを、すぐに練習してその日のうちに動画を投稿することを繰り返していった。当初は『マリオネットの踊り』を終曲とする12曲で終了予定だったが、それから第17曲『未来への歌』までの5曲がさらに佐藤から追加された。これらの17曲を「順天堂ピース」と呼ぶ。原が見舞いに行った際にCD化を申し出、さらに7曲の作曲を追加依頼した。全24曲の最後が『希望へのコラール』と名付けられている。17曲の最後が『未来への歌』、全24曲の最後が『希望へのコラール』となっていることに関して原は、「これはただ単純に回復への望みや希望を述べたというものではなくて、もっと崇高なもの、闘病中の様々な感情を乗り越えて来た後に、佐藤君が達した境地というか、僕たちでは考えが及ばない高みに昇った彼の、祈りそのものなのでしょうね」と述べている。これらの音楽は『鳥が飛ぶ ー佐藤弘和作品集ー』というタイトルでCD化され発売されている。作曲譜集は『音楽のエッセイ～ギターソロのための24の小品集』として出版されている。その後、佐藤はマンドリンアンサンブル用の小品集「音楽の花束」の作曲に連日取り組んでいた。出版される予定ではなかったが、その後2017年7月21日に出版されている。

## ディスコグラフィ

### CDアルバム
- 『佐藤弘和ギター作品集Ⅰ～秋のソナチネ～素朴な歌』（2000年8月1日） 現代ギター社
- 『佐藤弘和ギター作品集Ⅱ～季節をめぐる12の歌』（2002年5月） 現代ギター社

### アンサンブルメンバーとして参加しているCDアルバム
- 『青の風景』東京ギターカルテット（クラシックギター四重奏／毛塚功一、永島志基、佐藤弘和、前場裕介）（1998年7月25日） フォンテック
- 『マンドリーノ・ロマンティコⅡ』青山忠（マンドリン演奏／青山忠、クラシックギター演奏／菅谷光芳、佐藤弘和）（1998年9月23日） 日本クラウン
- 『おもいで』東京ギターカルテット（クラシックギター四重奏／毛塚功一、永島志基、佐藤弘和、前場裕介）（2002年9月20日） 現代ギター社
- 『四大元素』東京ギターカルテット（クラシックギター四重奏／毛塚功一、永島志基、佐藤弘和、前場裕介）（2004年4月20日） 現代ギター社
- 『弦色浪漫～マンドリン四重奏の地平～』青山忠（マンドリン、マンドラ、マンドロンチェロ演奏／青山忠、マンドリン演奏／小野朋子、マンドラ演奏／染谷光一郎、クラシックギター演奏／佐藤弘和）（2004年10月4日） COME TRUE RECORDS

- 『弦色浪漫Ⅱ～新しい息吹の訪れ～』青山忠（マンドリン、マンドラ、ブズーキ演奏／青山忠、マンドリン演奏／小野朋子、クラシックギター演奏／佐藤弘和、千代正行）（2006年7月4日） COME TRUE RECORDS

- 『弦色浪漫Ⅲ～明日へ紡ぐ弦の歌声～』青山忠（マンドリン、マンドラ、マンドロンチェロ演奏／青山忠、マンドリン演奏／小野朋子、クラシックギター演奏／佐藤弘和、千代正行）（2006年11月11日） COME TRUE RECORDS

- 『弦色浪漫Ⅳ～清澄なる弦の響き～』青山忠（マンドリン、マンドラ演奏／青山忠、マンドリン演奏／小野朋子、クラシックギター演奏／佐藤弘和）（2008年4月23日） COME TRUE RECORDS

- 『弦色浪漫Ⅴ～優麗なマンドリン四重奏～』青山忠（マンドリン、マンドラ演奏／青山忠、マンドリン演奏／小野朋子、クラシックギター演奏／佐藤弘和）（2009年5月27日） COME TRUE RECORDS

- 『弦色浪漫Ⅵ～きらめく癒しの宝石箱～』青山忠（マンドリン、マンドラ演奏／青山忠、マンドリン演奏／小野朋子、クラシックギター演奏／佐藤弘和）（2010年11月16日） COME TRUE RECORDS

- 『弦色浪漫Ⅶ～確かなる明日への道～』青山忠（マンドリン、マンドラ演奏／青山忠、マンドリン演奏／小野朋子、マンドリン、マンドラ演奏／青山涼、クラシックギター演奏／佐藤弘和）（2012年3月28日） COME TRUE RECORDS

- 『弦色浪漫Ⅷ～心にそよぐ生命のうた～』青山忠（マンドリン、マンドラ演奏／青山忠、マンドリン演奏／小野朋子、マンドリン、マンドラ演奏／青山涼、クラシックギター演奏／佐藤弘和）（2013年5月1日） COME TRUE RECORDS

- 『弦色浪漫Ⅸ～透明なる飛翔の軌跡～』青山忠（マンドリン、マンドラ演奏／青山忠、マンドリン演奏／小野朋子、マンドリン、マンドラ演奏／青山涼、クラシックギター演奏／佐藤弘和、金庸太(キム・ヨンテ））（2014年5月1日） COME TRUE RECORDS

- 『弦色浪漫Ⅹ～マンドリン四重奏 抒情の旅路～』青山忠（マンドリン、マンドラ演奏／青山忠、マンドリン演奏／小野朋子、マンドラ演奏／青山涼、クラシックギター演奏／佐藤弘和、金庸太(キム・ヨンテ））（2015年5月1日） COME TRUE RECORDS

### 佐藤弘和の作曲作品が収録されている主なCDアルバム
- 『ギターは素敵 太陽の歌、月のささやき』（クラシックギター演奏／小川和隆）（1996年） オフィス・スエルトン
- 『ハイパー・アンコール』（クラシックギター演奏／福田進一）（1998年4月21日） 日本コロムビア
- 『Classical Guitarist Daniel Quinn Performs Music by Japanese Composers』（クラシックギター演奏／Daniel Quinn（ダニエル・クイン））（2000年） CD Baby
- 『幻想のパ・ド・ドゥ』デュオ・シルフィード（クラシックギター演奏／竹内永和、ピアノ演奏／下森佳津美）（2005年1月7日） Karin Records
- 『HarpoRhythm（アルポリズム）』Harpolyre Guitar Trio（アルポリール・ギタートリオ）（クラシックギター三重奏／新井伴典、坪川真理子、金庸太）（2006年5月13日） 現代ギター社
- 『FIRST IMPRESSION』角兄妹ギターデュオ（クラシックギター演奏／角圭司、角昌子）（2008年7月29日）  現代ギター社
- 『クレスト1000シリーズ ハイパー・アンコール』（クラシックギター演奏／福田進一）（2011年12月21日） 日本コロムビア
- 『Influence』（クラシックギター演奏／生田直基）（2014年5月21日） フォンテック
- 『夏国のアクア』（クラシックギター二重奏／新井伴典、宮下仁司）（2014年11月23日） ウッドノート・スタジオ
- 『iLeva!』QUATTRO PALOS（クアトロ・パロス）（クラシックギター四重奏／齊藤泰士、多治川純一、萩野谷英成、前田司）（2015年5月） Palos Entertainment
- 『Amanecer』QUATTRO PALOS（クアトロ・パロス）（クラシックギター四重奏／齊藤泰士、多治川純一、萩野谷英成、前田司）（2016年8月27日）フォンテック
- 『鳥が飛ぶ ー佐藤弘和作品集ー』（クラシックギター演奏／原善伸、鈴木大介、大萩康司）（2017年3月7日） ALM RECORDS
- 『La Strada』（クラシックギター二演奏／谷川英勢、遠藤峻）（2017年6月30日） ウッドノート・スタジオ
- 『EverGrEeN』（クラシックギター演奏／松田弦）（2017年10月25日） フォンテック
- 『Mi Corazon（ミ・コラソン）』（クラシックギター演奏／伊藤兼治）（2018年1月21日） ウッドノート・スタジオ
- 『南十字星の雫』（クラシックギター演奏／角圭司）（2018年4月30日） ウッドノート・スタジオ
- 『Babies' Songs』（クラシックギター演奏／Juan Carlos Laguna）（ 2019年12月6日）

### 佐藤弘和の編曲作品が収録されている主なCDアルバム
- 『イタリアン・ヴィオラ・ファンタジー Vol.Ⅱ（ヴィオラ演奏／店村眞積、クラシックギター演奏／福田進一）（1998年3月25日） マイスターミュージック
- 『CAVATINA』（クラシックギター演奏／村治佳織）（1998年11月21日） ビクターエンタテインメント
- 『LA ESTELLA  KAORI MURAJI 10TH ANNIVERSARY』（クラシックギター演奏／村治佳織）（2004年2月21日） ビクターエンタテインメント
- 『Portraits』（クラシックギター演奏／村治佳織）（2009年10月7日） ユニバーサル ミュージック
- 『Soleil ～Portraits2～』（クラシックギター演奏／村治佳織）（2010年9月22日） ユニバーサル ミュージック
- 『リソナンシア～癒しの響き　ベスト・オブ・村治佳織』（クラシックギター演奏／村治佳織）（2011年7月27日） ムジカインドウ
- 『Prelude』（クラシックギター演奏／村治佳織）（2011年10月5日） ユニバーサル ミュージック
- 『Re-Cycle 村治佳織ベスト』（クラシックギター演奏／村治佳織）（2012年10月17日） ユニバーサル ミュージック
- 『KAORI MURAJI EARLY BEST』（クラシックギター演奏／村治佳織）（2012年12月19日） ビクターエンタテインメント
- 『花は咲く－NHK東日本大震災復興支援ソング－オフィシャル・アレンジ集』（インストゥルメンタル版） 作曲：菅野よう子(作詞・岩井俊二)ギターソロ(クラシックギター:朴葵姫(パク・キュヒ)/編曲:佐藤弘和)（2013年12月25日） 日本コロムビア
- 『村治佳織ベスト～4 COMPOSERS』（クラシックギター演奏／村治佳織）（2014年2月26日） ユニバーサル ミュージック
- 『FAVORITE SELECTION』（クラシックギター演奏／朴葵姫）（2015年5月20日） 日本コロムビア
- 『The GIFT (ALPHATRAX Christmas Compilation Album)』（クラシックギター演奏／長佑樹）（2015年12月1日） ALPHATRAX

### DVD映像作品
- 『佐藤弘和ギター作品展 Vol.1 合奏』（2011年9月14日） ホマドリーム